# Комісія зі співробітництва між урядами України та Китайської Народної Республіки
Комісія зі співробітництва між Урядом Україною та Урядом КНР -- створена на підставі Угоди між Урядом України та Урядом Китайської Народної Республіки "про створення Комісії зі співробітництва між Урядом України та Урядом Китайської Народної Республіки" від 20.04.2011. Наступниця Міжурядової українсько-китайської комісії з питань торговельно-економічного співробітництва (згідно з Міжурядовою угодою від 30.10.1992. За час існування відбулося 11 спільних засідань, останнє – у м. Пекін, 19.08.2010).

## Структура
У рамках Комісії створено 7 галузевих Підкомісій та Робоча група з питань інвестицій. Комісія має проходити 1 раз на два роки, Підкомісії – 1 раз на два роки або кожен рік.
Попередні засідання профільних Підкомісій та їх робочих органів:
1. Підкомісія з питань торговельно-економічного співробітництва, П’яте засідання – 15-17.11.2017 у м. Пекін. У її рамках створено та проведено чотири засідання Робочої групи з питань інвестицій (останнє – 19.10.2018 м. Київ).
2. Підкомісія з питань співробітництва у галузі сільського господарства, Шосте засідання – 15.08.2017, м. Київ.
3. Підкомісія з питань співробітництва у галузі культури, П'яте засідання відбулося 15.12.2020.
4. Підкомісія з питань співробітництва у космічній галузі, П’яте засідання проведено 08-10.11.2018, м. Пекін.
5. Підкомісія з питань науково-технічного співробітництва, Третє засідання проведено 06.06.2018, м. Яньтай ( КНР).
6. Підкомісія з питань співробітництва у галузі освіти, Третє засідання відбулося 12.06.2019, м. Пекін.
7. Підкомісія з питань співробітництва у галузі медицини, 4-тє засідання відбулося 27.10.2020 в м. Київ.

## Засідання
5 грудня 2017 року у Києві під головуванням Першого віце-прем'єр-міністра України - Міністра економічного розвитку і торгівлі України Степана Кубів та Віце-прем'єра Держради КНР Ма Кая відбулось третє засідання Комісії зі співробітництва між Урядом України та Урядом Китайської Народної Республіки.
У грудні 2017-го укладено план дій Україна-КНР із реалізації ініціативи спільного будівництва «Економічного поясу шовкового шляху» та «Морського шовкового шляху ХХІ століття».
23 грудня 2020 року відбулось Четверте засідання Комісії зі співробітництва між Урядом України та Урядом Китайської Народної Республіки. За результатами засідання віцепрем’єрка О. Стефанішина та віцепрем’єр Державної Ради КНР Лю Хє підписали План дій щодо співпраці та пришвидшення реалізації спільних намірів у торговельно-економічній, інвестиційній сферах, секторах інфраструктури та енергетики, аграрній, промисловій та гуманітарній сферах тощо.